# Smile (Charlie Chaplin)
Smile è una composizione scritta da Charlie Chaplin nel 1936, divenuta negli anni un classico fra i più noti ed eseguiti della musica internazionale.

## Storia
Il brano, inizialmente solo strumentale, venne composto da Charlie Chaplin come leitmotiv del film Tempi moderni, recitato e diretto dallo stesso Chaplin nel 1936. Nel 1954  John Turner e Geoffrey Parsons scrissero il testo, dando nel contempo il titolo alla canzone. Le parole sono un invito al sorriso, visto come viatico per un futuro radioso. Smile divenne un successo già dalla sua  "apparizione" come tema musicale del film.

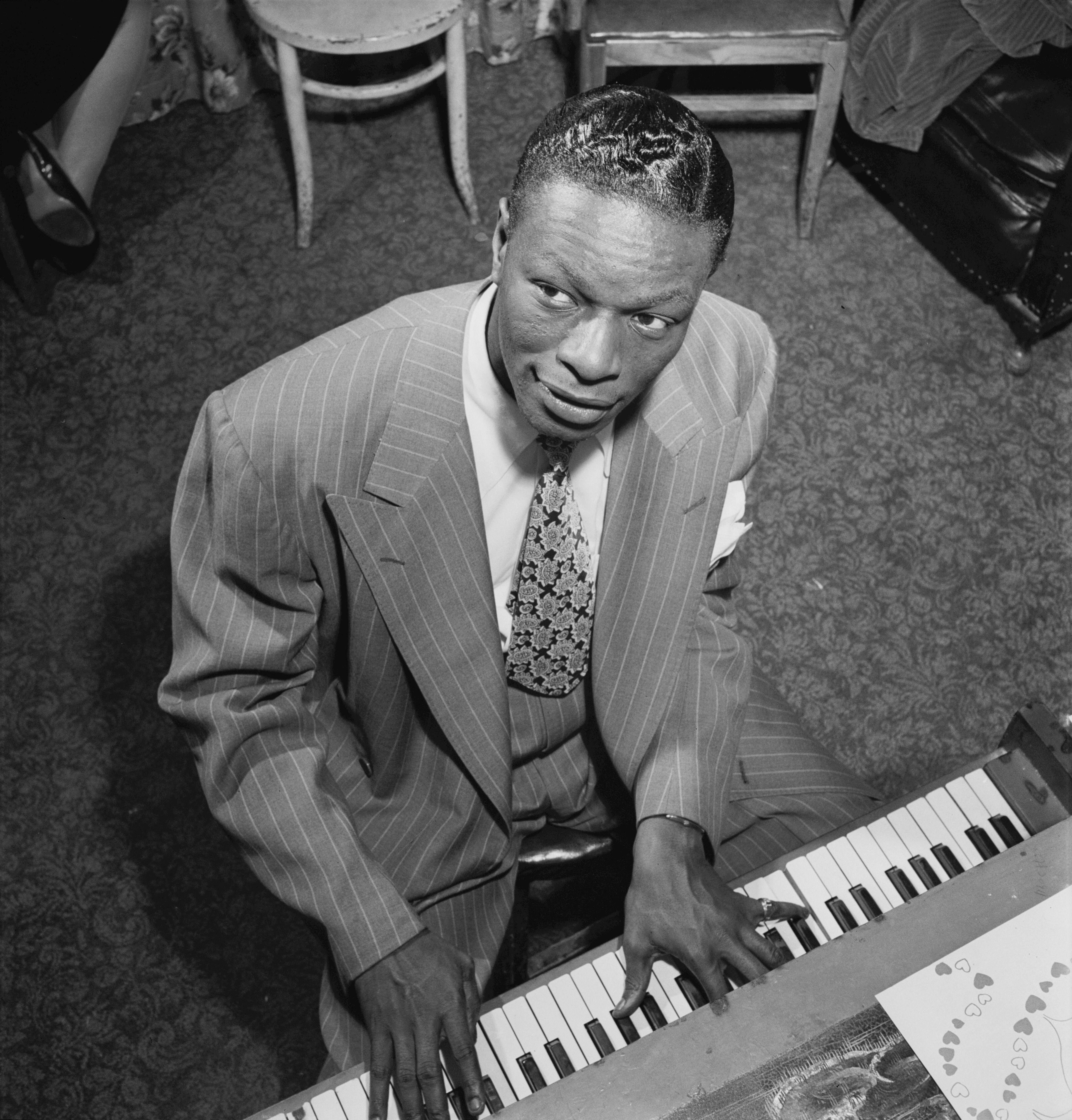
Smile fu cantata per prima volta da Nat King Cole nel 1954

La prima versione cantata fu quella di Nat King Cole nel 1954, con moltissime cover realizzate negli anni successivi da artisti in tutto il mondo. La figlia Natalie Cole la riproporrà nel suo fortunato album del 1991 Unforgettable... with Love.
Michael Jackson inserì la canzone nel suo doppio album del 1995,  HIStory: Past, Present and Future - Book I.

## Altre versioni
Jerry Lewis, Dean Martin, Sara Bareilles, Tony Bennett, Michael Bolton, Franco Battiato, Chris Botti, Michael Bublé, Roberto Carlos, Charice, 
Eric Clapton, Petula Clark, Holly Cole, Natalie Cole, Chick Corea, Elvis Costello, Dalida, Djavan, Robert Downey Jr, Jimmy Durante,
Judy Garland, Josh Groban, Steve Howe, Julio Iglesias, La India, Rickie Lee Jones, Michael Jackson, Udo Jürgens, Nicola Di Bari (in italiano)
Trini Lopez, Johnny Mathis, Misia, Madeleine Peyroux, Pearl Jam, Pino Presti,
Sun Ra, Diana Ross, Barbra Streisand, Martin Taylor, Il Volo, Westlife, Stevie Wonder, Timi Yuro, Demis Roussos, Céline Dion, Luca Aquino & Jordanian National Orchestral  (live a Petra), Alti & Bassi (versione a cappella), Lady Gaga, Christina Aguilera (live at 2011 Michael Jackson tribute), Dave Gahan, Steven Tyler.

## Versione di Michael Jackson
Michael Jackson ha pubblicato nell'album HIStory del 1995 una cover di Smile come ultima traccia del secondo disco HIStory Continues, la quale doveva uscire come singolo nel 1998 ma che venne infine cancellato dalla Sony Music. Il pezzo ha comunque riscosso un grande successo tra pubblico e critica venendo acclamato come uno dei pezzi migliori dell'album. Jackson scelse di registrare il pezzo perché era un grande fan di Chaplin e inoltre per il suo messaggio ottimistico.